# Kostel Panny Marie Lurdské (Konstantinovy Lázně)
Kostel Panny Marie Lurdské je kostel v Konstantinových Lázních, ležící nad křižovatkou ulic Lázeňská a Hradišťská. Postaven byl jako kaple v roce 1899 manželkou Dr. Pankratze, který v té době lázně spravoval. V roce 2000 byla kaple tehdejším biskupem Františkem Radkovským povýšena na farní kostel. 

## Historie
Kaple byla postavena v roce 1899. Tehdy získala zdejší lázně pod správu společnost Dr. Pankratze, která nechala postavit novou lázeňskou budovu (dnešní Prusík), zřídila kolonádu a vytvořila lázeňský park. Žena Dr. Pankratze nechala vystavět mariánskou kapli na malé vyvýšenině před hlavní lázeňskou budovou. Stavbu provedl zednický mistr Martin Brosch z Břetislavi za 3 500 zlatých a vysvětil ji farář Nagerl ze sousední farnosti Okrouhlé Hradiště. V roce 1978 byl interiér kaple přebudován dle nových liturgických předpisů. V roce 1997 byla kaple opravena obcí. Dne 1. srpna 2000 byla kaple povýšena na farní kostel. V roce 2013 bylo obcí Konstantinovy Lázně upraveno prostranství v okolí kostela a tím i zajištěn bezbariérový přístup.